# Uniontown (Kansas)
Uniontown es una ciudad ubicada en el condado de Bourbon en el estado estadounidense de Kansas. En el año 2010 tenía una población de 272 habitantes y una densidad poblacional de 453,33 personas por km².

## Geografía
Uniontown se encuentra ubicada en las coordenadas 37°50′50″N 94°58′33″O / 37.84722, -94.97583 (37.847264, -94.975922).

## Demografía
Según la Oficina del Censo en 2000 los ingresos medios por hogar en la localidad eran de $25,417 y los ingresos medios por familia eran $33,229. Los hombres tenían unos ingresos medios de $21,667 frente a los $19,464 para las mujeres. La renta per cápita para la localidad era de $13,283. Alrededor del 14.1% de la población estaban por debajo del umbral de pobreza.